# Grupo Ananke
O grupo Ananke é um grupo de satélites irregulares retrógrados que seguem órbitas similares a do satélite Ananke e que acredita-se possuírem uma origem comum.
Seus semi-eixos maiores (distâncias de Júpiter) variam entre 19,3 e 22,7 Gigâmetros (Gm), suas inclinações orbitais oscilam entre 145,7º e 154,8º e suas excentricidades orbitais ficam na faixa entre 0,02 e 0,28.

Este diagrama ilustra os maiores satélites irregulares de Júpiter. A localização do grupo Ananke é ilustrada pela presença da lua Ananke próxima à parte inferior. A posição dos objetos no eixo horizontal indica suas distâncias de Júpiter. O eixo vertical indica sua inclinação orbital. A excentricidade orbital é indicada pelas barras amarelas, que ilustram as distâncias máximas e mínimas dos objetos em relação a Júpiter. Os círculos ilustram o tamanho relativo de cada objeto.

Os principais membros são (do maior para o menor):
- Ananke
- Praxidique
- Iocasta
- Harpalique
- Tione
- Euante
- Euporia

A União Astronómica Internacional (UAI) reserva os nomes terminados em -e para todas as luas retrógradas, o que inclui membros desse grupo.

## Origem
Acredita-se que o grupo Ananke formou-se quando um asteróide foi capturado por Júpiter e subseqüentemente fragmentado por uma colisão. Essa opinião baseia-se no fato de que a dispersão dos parâmetros orbitais dos membros nucleares é muito pequena e pode ser computada por uma pequena velocidade de impulso (15 < δV < 80 m/s), compatível com uma única colisão e desmembramento.
Baseando-se no tamanho dos satélites, o asteróide original teria cerca de 28 km de diâmetro. Uma vez que esse valor é próximo do diâmetro aproximado do próprio satélite Ananke, é provável que o corpo pai não foi fortemente rompido.
Estudos fotométricos disponíveis acrescentam ainda mais credibilidade à tese da origem comum: três luas pertencentes à família (Harpalique, Praxidique e Iocasta) exibem cores acinzentadas similares (índices médios de cores: B−V = 0,77 e V−R = 0,42), enquanto a própria Ananke está na fronteira entre o cinza e o vermelho claro.

Este diagrama compara os elementos orbitais e os tamanhos relativos dos membros do grupo Ananke. O eixo horizontal ilustra suas distâncias de Júpiter e o eixo vertical suas inclinações orbitais. Os círculos representam os seus tamanhos relativos.

Este diagrama oferece um campo mais abrangente de visão do que o diagrama anterior, mostrando outros satélites menores aglomerados próximos ao núcleo do grupo Ananke.